# خالد طارق
خالد طارق بشیر (انگلیسی: Khaled Tareq Bashir؛ زادهٔ ۶ ژانویهٔ ۱۹۹۳) بازیکن فوتبال اهل امارات متحده عربی است.